# Svensk Filmindustri
AB Svensk Filmindustri (også kendt som SF Studios eller bare SF) er et svensk filmselskab, der blev etableret i 1919 ved en fusion mellem AB Svenska Biografteatern og Filmindustri AB Skandia. Det er Sveriges største filmselskab og har hovedsæde i Stockholm med afdelinger i Oslo, København, Helsinki og London. Svensk Filmindustri er ejet af mediekoncernen Bonnier og fik sit nuværende navn SF Studios i 2016. Administerende direktør er pr. 2023 Iréne Lindblad.
Svensk Filmindustri driver streamingtjenesten SF Anytime, som distribuerer film og tv-serier via internettet til forbrugere i de nordiske lande og Baltikum. Selskabet driver også en række biografer i Sverige under navnet Filmstaden (tidligere kaldet SF Bio).
Som produktionsselskab har SF Studios gjort sig bemærket af film lavet af Victor Sjöström, Mauritz Stiller, Ingmar Bergman og mange flere. Derudover har selskabet stået bag en række filmatiseringer af Astrid Lindgrens bøger.